# Wilhelm Müller
Wilhelm Müller (Mannheim, 5 de dezembro de 1909 - 22 de fevereiro de 1984) foi um handebolista e treinador de campo alemão, campeão olímpico.
Fez parte do elenco campeão olímpico de handebol de campo nas Olimpíadas de Berlim de 1936.